# Синода, Масахиро
Масахиро Синода (яп. 篠田 正浩 Синода Масахиро, 9 марта 1931, Гифу — 25 марта 2025, Гифу) — японский кинорежиссёр, один из представителей «Новой волны „Офуна“» — движения японского кино, возникшего на рубеже 1950-х — 1960-х годов.

## Биография
Родившийся в семье инженера, Синода получил хорошее образование, поступив после окончания школы в родном городе Гифу, на литературный факультет университета Васэда (Токио). Синода с раннего детства жил литературой и, кроме того, увлекался спортом, став в школьные годы чемпионом по бегу. В университете он прослушал курс лекций крупнейших знатоков средневекового театра Японии — Сигэтоси Каватакэ и Масакацу Гундзи.
По окончании университета Синода пришёл в 1953 году в кинокомпанию «Сётику», где в это время как раз был очередной набор на должности ассистентов режиссёра. Работая в студии «Офуна», принадлежащей компании «Сётику» новичок Синода был помощником многих режиссёров, при этом писал сценарии, один из которых даже получил премию. В конце концов, Синода примкнул к Синтаро Исихаре — пророку «рассерженных», писателю, отвергавшему духовные ценности старшего поколения. Под воздействием двух полюсов — нигилистически-разрушительной платформы Исихары и силы традиционного искусства шло становление творчества молодого режиссёра.
После своего дебюта в 1960 году фильмом «Билет любви в один конец» его имя причисляют к «Новой волне „Офуна“», движения молодых кинематографистов, родившееся на рубеже 1950-х — 1960-х годов, у истоков которого стояли кроме Синоды его товарищи по студии Нагиса Осима, Ёсисигэ Ёсида и Ёдзи Ямада. Конфликт между героем, недовольным собой и его антагонистом — человеком уверенным и благополучным, — постоянный мотив произведений Синоды. Чаще всего этот конфликт разрешается смертью одного из противников.
Синода считал себя учеником Ясудзиро Одзу (он в частности был его ассистентом на фильме «Токийские сумерки» в 1957 году). С учителем его объединяет настойчивость, с которой он искал собственный экранный мир. В то же время его картины отличает яркая чувственность и жестокость, чего нет в фильмах Одзу. Эротизм и жестокость, присутствующие в работах Масахиро Синоды — отнюдь не дань моде, установившейся в японском киноискусстве 1960-х. Жестокость для Синоды — одна из черт человеческого существования, мерило, определяющее облик эпохи. Синода убеждён, что «творчество режиссёра должно стать живым выражением политического лица эпохи», тем не менее, сам он достаточно редко обращается к современному материалу, больше интересуясь событиями минувших времён. Начиная с середины 1960-х, Синода всё более склонялся к историческому материалу. Целью режиссёра было рассмотреть прошлое с разных точек зрения, чтобы лучше изучить настоящее, и происходящие перемены в современном обществе.
Масахиро Синода работал в различных жанрах, от фильмов о якудза до самурайских саг. Ушёл из «Сётику» в 1965 году, организовав свою собственную продюсерскую компанию «Хёгэнся» (Hyōgensha). Один из самых знаменитых фильмов Синоды «Самоубийство влюблённых на острове Небесных сетей» (или «Двойное самоубийство», 1969) является экранизацией драмы драматурга Мондзаэмона Тикамацу, в котором режиссёр связывает приёмы средневекового кукольного театра (для которого Тикамацу и писал своё сочинение) с изощрённостью выразительных средств современного кино. В драме Тикамацу повествуется о трагедии любви торговца Дзихэя, мечущегося между двумя женщинами — преданной ему женой О-Сан и прекрасной куртизанкой Кохару. Обе роли исполняет актриса Сима Ивасита, супруга режиссёра, исполнительница главных ролей во многих его фильмах. До неё состоял недолгим браком с поэтессой Кадзуко Сираиси.
Давнее увлечение спортом отразилось у режиссёра в постановке им документального фильма об Олимпийских играх в Саппоро (1972).
Один из самых популярных фильмов режиссёра, демонстрировавшийся на киноэкранах в СССР — «Копьеносец Гондза» (1986) был участником конкурсного показа Берлинского кинофестиваля (1986), где получил «Серебряного медведя» за выдающееся художественное решение.
Синода оставил режиссуру в 2003 году после выхода на экраны его последней киноленты «Шпион Зорге», биографическом фильме о жизни разведчика Рихарда Зорге.
Умер 25 марта 2025 года от пневмонии.

## Фильмография
| Фильмография режиссёрских работ Масахиро Синоды | Фильмография режиссёрских работ Масахиро Синоды                              | Фильмография режиссёрских работ Масахиро Синоды | Фильмография режиссёрских работ Масахиро Синоды | Фильмография режиссёрских работ Масахиро Синоды | Фильмография режиссёрских работ Масахиро Синоды              |
| Год                                             | Название по-русски                                                           | Транслитерация                                  | Оригинальное название                           | Название по-английски                           | Исполнители главных ролей                                    |
| ----------------------------------------------- | ---------------------------------------------------------------------------- | ----------------------------------------------- | ----------------------------------------------- | ----------------------------------------------- | ------------------------------------------------------------ |
| 1960-е годы                                     |                                                                              |                                                 |                                                 |                                                 |                                                              |
| 1960                                            | «Билет любви в один конец»                                                   | Кои-но катамити киппу                           | 恋の片道切符                                    | One-Way Ticket for Love                         | Ития Косака, Норико Маки, Масааки Хирао                      |
| 1960                                            | «Высохшее озеро»                                                             | Кавайта мидзууми                                | 乾いた湖                                        | Dry Lake                                        | Синъитиро Миками, Сима Ивасита, Нобуитиро Ямасита            |
| 1961                                            | «Моё лицо пылает в лучах заходящего солнца»                                  | Юхи-но акай орэ-но као                          | 夕陽に赤い俺の顔                                | My Face Red in the Sunset                       | Юскэ Кавадзу, Сима Ивасита, Фумио Ватанабэ                   |
| 1961                                            | «Путешествие нашей любви»                                                    | Вага кой-но табидзи                             | わが恋の旅路                                    | Epitaph to My Love                              | Юскэ Кавадзу, Сима Ивасита, Со Ямамура                       |
| 1961                                            | «Сямисэн и мотоцикл»                                                         | Сямисэн то отобай                               | 三味線とオートバイ                              | Shamisen and Motorcycle                         | Юскэ Кавадзу, Миюки Кувано, Масаюки Мори                     |
| 1962                                            | «Наша свадьба»                                                               | Ватакуситати-но кэккон                          | 私たちの結婚                                    | Our Marriage                                    | Норико Маки, Тиэко Байсё, Эйдзиро Тоно, Ко Кимура            |
| 1962                                            | «Гимн горам. Горячая молодость»                                              | Яма-но санка. Моюру вакамонотати                | 山の讃歌 燃ゆる若者たち                         | Glory on the Summit: Burning Youth              | Со Ямамура, Исудзу Ямада, Сима Ивасита, Тиэко Байсё          |
| 1962                                            | «Слёзы на гриве льва»                                                        | Намида-о, сиси-но татэ ками-ни                  | 涙を、獅子のたて髪に                            | Tears on the Lion’s Mane                        | Такаси Фудзимото, Тамоцу Хаякава, Марико Кага, Со Ямамура    |
| 1964                                            | «Бледный цветок»                                                             | Кавайта хана                                    | 乾いた花                                        | Pale Flower                                     | Рё Икэбэ, Марико Кага, Такаси Фудзики, Томоскэ Хара          |
| 1964                                            | «Убийство»                                                                   | Ансацу                                          | 暗殺                                            | The Assassination                               | Тэцуро Тамба, Сима Ивасита, Ко Кимура, Эйдзи Окада           |
| 1965                                            | «И красота и печаль»                                                         | Уцикусиса то канасима то                        | 美しさと哀しみと                                | With Beauty and Sadness                         | Со Ямамура, Кэй Ямамото, Марико Кага, Каору Ятигуса          |
| 1965                                            | «Странный рассказ о Саскэ Сарутоби»                                          | Ибун Сарутоби Саскэ                             | 異聞猿飛佐助                                    | Samurai Spy                                     | Кодзи Такахаси, Муцухару Тоура, Мисако Ватанабэ              |
| 1966                                            | «Остров заключённых»                                                         | Сёкэй-но сима                                   | 処刑の島                                        | Captive’s Island                                | Акира Нитта, Рэнтаро Микуни, Кэй Сато, Сима Ивасита          |
| 1967                                            | «Алые облака»                                                                | Аканэгумо                                       | あかね雲                                        | Clouds at Sunset                                | Сима Ивасита, Цутому Ямадзаки, Кэй Сато, Маюми Огава         |
| 1969                                            | «Самоубийство влюблённых на острове Небесных сетей» («Двойное самоубийство») | Синдзю тэнно амидзима                           | 心中天網島                                      | Double Suicide                                  | Сима Ивасита, Китиэмон Накамура, Хосэй Комацу, Ёси Като      |
| 1970-е годы                                     |                                                                              |                                                 |                                                 |                                                 |                                                              |
| 1970                                            | «Злодей»                                                                     | Бурайкан                                        | 無頼漢                                          | The Scandalous Adventures of Buraikan           | Тацуя Накадай, Сима Ивасита, Тэцуро Тамба, Фумио Ватанабэ    |
| 1971                                            | «Молчание»                                                                   | Тинмоку                                         | 沈黙 ＳＩＬＥＮＣＥ                             | Silence                                         | Дэвид Рампсон, Мако Ивамацу, Дон Кенни, Сима Ивасита         |
| 1972                                            | «Саппоро-72» (документальный)                                                | Саппоро оримпикку                               | 札幌オリンピック                                | Saporro Winter Olympic Games                    | - документальный -                                           |
| 1973                                            | «Окаменевший лес»                                                            | Касэки-но мори                                  | 化石の森                                        | Kaseki no mori                                  | Кэнъити Хагивара, Саёко Ниномия, Масако Яги, Харуко Сугимура |
| 1974                                            | «Химико»                                                                     | Химико                                          | 卑弥呼                                          | Himiko                                          | Сима Ивасита, Масао Кусакари, Рэнтаро Микуни, Ёси Като       |
| 1975                                            | «Под сенью цветущих вишен»                                                   | Сакура-но морино манкай-но сита                 | 桜の森の満開の下                                | Under the Blossoming Cherry Trees               | Томисабуро Вакаяма, Сима Ивасита, Хироко Исаяма              |
| 1976                                            | «Ниппонмару» (документальный)                                                | Ниппонмару                                      |                                                 |                                                 |                                                              |
| 1977                                            | «Баллада об Орин» («Одинокая слепая певица Орин»)                            | Ханарэ годзэ Орин                               | はなれ瞽女おりん                                | Banished Orin                                   | Сима Ивасита, Ёсио Харада, Томоко Нараока, Кёко Дзимбо       |
| 1979                                            | «Принцесса драконов»                                                         | Яса-га икэ                                      | 夜叉ケ池                                        | Dragon Princess                                 | Тамасабуро Бандо, Го Като, Цутому Ямадзаки, Кодзи Нанбара    |
| 1980-е годы                                     |                                                                              |                                                 |                                                 |                                                 |                                                              |
| 1981                                            | «Остров злых духов»                                                          | Акурё-то                                        | 悪霊島                                          | Island of the Evil Spirits                      | Такэси Кага, Масато Фуруоя, Дзюн Хамамура, Сима Ивасита      |
| 1984                                            | «Бейсбольная команда из Сэто» (др. назв. — «Дети Макартура»)                 | Сэтонай сёнэн якюдан                            | 瀬戸内少年野球団                                | MacArthur’s Children                            | Кэйя Ямаути, Ёсиюки Оомори, Синскэ Симада, Сима Ивасита      |
| 1986                                            | «Копьеносец Гондза»                                                          | Яри-но гондза                                   | 近松門左衛門 鑓の権三                           | Gonza the Spearman                              | Хироми Го, Сима Ивасита, Сёхэй Хино, Мисако Танака           |
| 1989                                            | «Танцовщица» (Япония — ГДР — ФРГ)                                            | Майхимэ                                         | 舞姫                                            | The Dancer                                      | Хироми Го, Лиза Вольф, Бригитта Грэхэм, Рольф Хоппе          |
| 1990-е годы                                     |                                                                              |                                                 |                                                 |                                                 |                                                              |
| 1990                                            | «Когда я был ребёнком»                                                       | Сонэн дзидай                                    | 少年時代                                        | Childhood Days                                  | Тэцуя Фудзита, Юдзи Хориока, Кацухиса Ямадзаки, Сима Ивасита |
| 1995                                            | «Сяраку»                                                                     | Сяраку                                          | 写楽 Ｓｈａｒａｋｕ                             |                                                 | Хироюки Санада, Фрэнки Сакаи, Сима Ивасита, Сиро Сано        |
| 1997                                            | «Лунная серенада»                                                            | Сэтоути мунраито сэрэнадэ                       | 瀬戸内ムーンライト・セレナーデ                  | Moonlight Serenade                              | Кёдзё Нагацука, Хидэюки Кацахара, Дзюн Тоба, Сима Ивасита    |
| 1999                                            | «Замок совы»                                                                 | Фукуро-но сиро                                  | 梟の城                                          | Owls' Castle                                    | Киити Накаи, Маю Цурута, Риона Хадзуки, Сима Ивасита         |
| 2000-е годы                                     |                                                                              |                                                 |                                                 |                                                 |                                                              |
| 2003                                            | «Шпион Зорге» (Япония-Германия)                                              |                                                 | スパイ・ゾルゲ                                  | Spy Sorge                                       | Йэн Глен, Масахиро Мотоки, Киппэй Сина, Сима Ивасита         |